# Пириватрич, Срджан
Срджан Пириватрич (серб. кир. Срђан Пириватрић, серб. лат. Srđan Pirivatrić, 18 апреля 1966) — сербский историк-византинист, дипломат и старший научный сотрудник Институт византинистики Сербской Академии наук и искусств.

## Биография
Родился 18 апреля 1966 года.
В 1990 году получил диплом историка на Философском факультете Белградского университета. В1995 году диплом магистра, а в 2013 году — докторскую степень.

### Научная деятельность
С 1989 по 1991 год он был библиотекарем византийского семинара на Философском факультете Белградского университета. С 1991 года работает в Институте византинистики САНУ, сначала ассистентом, а с 1999 года старшим научным сотрудником. Его исследования в основном сосредоточены на истории Византии и её отношениях с южными славянами, а также на раннесредневековой сербской и болгарской истории. Пириватрич опубликовал более 50 научных работ на сербском, болгарском, английском и других европейских языках. Кроме того, он автор автор учебника по истории для второго класса гимназий и профессиональных училищ.

### Дипломатическая деятельность
В 2001 — 2005 годах служил первым секретарём в посольствах Софии и Афин Министерства иностранных дел СРЮ и, в дальнейшем, СЦГ.

## Награды
- 1988 — 1991 годах стипендиат Республиканского общества развития молодых исследователей и учёных;
- 1992 году — стипендиат фонда Sasakawa Foundation[2];
- 1997 — 1999 годы — стипендиат государственной стипендии Греции;
- 2002 год — почётная награда Болгарской академии наук, за вклад в иностранную болгаристику и развитие научного сотрудничества между БАС и Сербской академией наук;
- 2009 год — за вклад в издание книги «История Болгарии», которую он редактировал на сербском языке, президент Болгарии Георгий Пырванов наградил его «Орденом президента Болгарии», с формулировкой «за вклад в развитие добрососедских отношений, духовного общения и дружбы между болгарским и сербским народами и популяризацию болгарской истории и культуры в Республике Сербия»[6].

### Комментарии
1. ↑  Гимназией в Сербии называется старшая ступень школьного образования, второй год — эквивалентен десятому классу российской школы.